# Semi Ajayi
Oluwasemilogo Adesewo Ibidapo Ajayi, noto come Semi Ajayi (Crayford, 9 novembre 1993), è un calciatore inglese naturalizzato nigeriano, difensore del West Bromwich e della nazionale nigeriana.

## Carriera

### Nazionale
Ha giocato nella nazionale nigeriana Under-20.
Il 16 novembre 2023 realizza il suo primo gol per la Nigeria nel pareggio per 1-1 contro il Lesotho.

## Statistiche

### Presenze e reti nei club
Statistiche aggiornate al 26 ottobre 2024.
| Stagione             | Squadra              | Campionato           | Campionato | Campionato | Coppe nazionali | Coppe nazionali | Coppe nazionali | Coppe continentali | Coppe continentali | Coppe continentali | Altre coppe | Altre coppe | Altre coppe | Totale | Totale | Totale |
| Stagione             | Squadra              | Comp                 | Pres       | Reti       | Comp            | Pres            | Reti            | Comp               | Pres               | Reti               | Comp        | Pres        | Reti        | Pres   | Reti   |        |
| -------------------- | -------------------- | -------------------- | ---------- | ---------- | --------------- | --------------- | --------------- | ------------------ | ------------------ | ------------------ | ----------- | ----------- | ----------- | ------ | ------ | ------ |
| 2012-2013            | Dartford             | CLP                  | 3          | 1          | -               | -               | -               | -                  | -                  | -                  | -           | -           | -           | 3      | 1      |        |
| apr.-mag 2015        | Cardiff City         | FLC                  | 0          | 0          | -               | -               | -               | -                  | -                  | -                  | -           | -           | -           | 0      | 0      |        |
| lug.-ott. 2015       | AFC Wimbledon        | FL2                  | 5          | 0          | -               | -               | -               | -                  | -                  | -                  | -           | -           | -           | 5      | 0      |        |
| nov. 2015-2016       | Crewe Alexandra      | FL1                  | 13         | 0          | -               | -               | -               | -                  | -                  | -                  | -           | -           | -           | 13     | 0      |        |
| 2016-gen. 2017       | Cardiff City         | FLC                  | 0          | 0          | FACup+CdL       | 0+0             | 0+0             | -                  | -                  | -                  | -           | -           | -           | 0      | 0      |        |
| gen.-giu. 2017       | Rotherham Utd        | FLC                  | 17         | 1          | -               | -               | -               | -                  | -                  | -                  | -           | -           | -           | 17     | 1      |        |
| 2017-2018            | Rotherham Utd        | FL1                  | 35+3       | 5+0        | FACup+CdL       | 1+2             | 0+1             | -                  | -                  | -                  | FLT         | 1           | 0           | 42     | 6      |        |
| 2018-2019            | Rotherham Utd        | FLC                  | 46         | 7          | FACup+CdL       | 1+2             | 0+1             | -                  | -                  | -                  | -           | -           | -           | 49     | 8      |        |
| Totale Rotherham Utd | Totale Rotherham Utd | Totale Rotherham Utd | 98+3       | 13         |                 | 6               | 2               |                    | -                  | -                  |             | 1           | 0           | 108    | 15     |        |
| 2019-2020            | West Bromwich        | FLC                  | 43         | 5          | FACup+CdL       | 1+1             | 0+0             | -                  | -                  | -                  | -           | -           | -           | 45     | 5      |        |
| 2020-2021            | West Bromwich        | PL                   | 33         | 2          | FACup+CdL       | 1+0             | 1+0             | -                  | -                  | -                  | -           | -           | -           | 34     | 3      |        |
| 2021-2022            | West Bromwich        | FLC                  | 31         | 1          | FACup+CdL       | 0+0             | 0+0             | -                  | -                  | -                  | -           | -           | -           | 31     | 1      |        |
| 2022-2023            | West Bromwich        | FLC                  | 22         | 2          | FACup+CdL       | 3+0             | 0+0             | -                  | -                  | -                  | -           | -           | -           | 25     | 2      |        |
| 2023-2024            | West Bromwich        | FLC                  | 26+1       | 2          | FACup+CdL       | 0+0             | 0+0             | -                  | -                  | -                  | -           | -           | -           | 27     | 2      |        |
| 2024-2025            | West Bromwich        | FLC                  | 12         | 0          | FACup+CdL       | -               | -               | -                  | -                  | -                  | -           | -           | -           | 12     | 0      |        |
| Totale West Bromwich | Totale West Bromwich | Totale West Bromwich | 167+1      | 12         |                 | 6               | 1               |                    | -                  | -                  |             | -           | -           | 174    | 13     |        |
| Totale carriera      | Totale carriera      | Totale carriera      | 286+4      | 26         |                 | 12              | 3               |                    | -                  | -                  |             | 1           | 0           | 303    | 29     |        |

### Cronologia presenza e reti in nazionale
| Cronologia completa delle presenze e delle reti in nazionale ― Nigeria | Cronologia completa delle presenze e delle reti in nazionale ― Nigeria | Cronologia completa delle presenze e delle reti in nazionale ― Nigeria | Cronologia completa delle presenze e delle reti in nazionale ― Nigeria | Cronologia completa delle presenze e delle reti in nazionale ― Nigeria | Cronologia completa delle presenze e delle reti in nazionale ― Nigeria | Cronologia completa delle presenze e delle reti in nazionale ― Nigeria | Cronologia completa delle presenze e delle reti in nazionale ― Nigeria |
| Data                                                                   | Città                                                                  | In casa                                                                | Risultato                                                              | Ospiti                                                                 | Competizione                                                           | Reti                                                                   | Note                                                                   |
| ---------------------------------------------------------------------- | ---------------------------------------------------------------------- | ---------------------------------------------------------------------- | ---------------------------------------------------------------------- | ---------------------------------------------------------------------- | ---------------------------------------------------------------------- | ---------------------------------------------------------------------- | ---------------------------------------------------------------------- |
| 8-9-2018                                                               | Victoria                                                               | Seychelles                                                             | 0 – 3                                                                  | Nigeria                                                                | Qual. Coppa d'Africa 2019                                              | -                                                                      | 74’                                                                    |
| 16-10-2018                                                             | Sfax                                                                   | Libia                                                                  | 2 – 3                                                                  | Nigeria                                                                | Qual. Coppa d'Africa 2019                                              | -                                                                      | 90+3’                                                                  |
| 17-11-2018                                                             | Johannesburg                                                           | Sudafrica                                                              | 1 – 1                                                                  | Nigeria                                                                | Qual. Coppa d'Africa 2019                                              | -                                                                      | 90+3’                                                                  |
| 20-11-2018                                                             | Asaba                                                                  | Nigeria                                                                | 0 – 0                                                                  | Uganda                                                                 | Amichevole                                                             | -                                                                      |                                                                        |
| 22-3-2019                                                              | Asaba                                                                  | Nigeria                                                                | 3 – 1                                                                  | Seychelles                                                             | Qual. Coppa d'Africa 2019                                              | -                                                                      | 72’                                                                    |
| 26-3-2019                                                              | Asaba                                                                  | Nigeria                                                                | 1 – 0                                                                  | Egitto                                                                 | Amichevole                                                             | -                                                                      | 68’                                                                    |
| 10-9-2019                                                              | Dnipropetrovsk                                                         | Ucraina                                                                | 2 – 2                                                                  | Nigeria                                                                | Amichevole                                                             | -                                                                      | 69’                                                                    |
| 13-10-2019                                                             | Singapore                                                              | Brasile                                                                | 1 – 1                                                                  | Nigeria                                                                | Amichevole                                                             | -                                                                      |                                                                        |
| 13-11-2019                                                             | Uyo                                                                    | Nigeria                                                                | 2 – 1                                                                  | Benin                                                                  | Qual. Coppa d'Africa 2021                                              | -                                                                      |                                                                        |
| 17-11-2019                                                             | Maseru                                                                 | Lesotho                                                                | 2 – 4                                                                  | Nigeria                                                                | Qual. Coppa d'Africa 2021                                              | -                                                                      | 73’                                                                    |
| 9-10-2020                                                              | Klagenfurt                                                             | Nigeria                                                                | 0 – 1                                                                  | Algeria                                                                | Amichevole                                                             | -                                                                      | 87’                                                                    |
| 13-10-2020                                                             | Abuja                                                                  | Nigeria                                                                | 1 – 1                                                                  | Tunisia                                                                | Amichevole                                                             | -                                                                      |                                                                        |
| 13-11-2020                                                             | Benin City                                                             | Nigeria                                                                | 4 – 4                                                                  | Sierra Leone                                                           | Qual. Coppa d'Africa 2021                                              | -                                                                      | 61’                                                                    |
| 17-11-2020                                                             | Freetown                                                               | Sierra Leone                                                           | 0 – 0                                                                  | Nigeria                                                                | Qual. Coppa d'Africa 2021                                              | -                                                                      | 84’                                                                    |
| 11-1-2022                                                              | Garoua                                                                 | Nigeria                                                                | 1 – 0                                                                  | Egitto                                                                 | Coppa d'Africa 2021 - 1º turno                                         | -                                                                      | 79’                                                                    |
| 19-1-2022                                                              | Garoua                                                                 | Guinea-Bissau                                                          | 0 – 2                                                                  | Nigeria                                                                | Coppa d'Africa 2021 - 1º turno                                         | -                                                                      |                                                                        |
| 28-5-2022                                                              | Arlington                                                              | Messico                                                                | 2 – 1                                                                  | Nigeria                                                                | Amichevole                                                             | -                                                                      |                                                                        |
| 2-6-2022                                                               | Harrison                                                               | Ecuador                                                                | 1 – 0                                                                  | Nigeria                                                                | Amichevole                                                             | -                                                                      |                                                                        |
| 9-6-2022                                                               | Abuja                                                                  | Nigeria                                                                | 2 – 1                                                                  | Sierra Leone                                                           | Qual. Coppa d'Africa 2023                                              | -                                                                      |                                                                        |
| 13-6-2022                                                              | Agadir                                                                 | São Tomé e Príncipe                                                    | 0 – 10                                                                 | Nigeria                                                                | Qual. Coppa d'Africa 2023                                              | -                                                                      |                                                                        |
| 24-3-2023                                                              | Abuja                                                                  | Nigeria                                                                | 0 – 1                                                                  | Guinea-Bissau                                                          | Qual. Coppa d'Africa 2023                                              | -                                                                      | 55’                                                                    |
| 27-3-2023                                                              | Bissau                                                                 | Guinea-Bissau                                                          | 0 – 1                                                                  | Nigeria                                                                | Qual. Coppa d'Africa 2023                                              | -                                                                      |                                                                        |
| 18-6-2023                                                              | Monrovia                                                               | Sierra Leone                                                           | 2 – 3                                                                  | Nigeria                                                                | Qual. Coppa d'Africa 2023                                              | -                                                                      |                                                                        |
| 10-9-2023                                                              | Uyo                                                                    | Nigeria                                                                | 6 – 0                                                                  | São Tomé e Príncipe                                                    | Qual. Coppa d'Africa 2023                                              | -                                                                      |                                                                        |
| 13-10-2023                                                             | Portimão                                                               | Arabia Saudita                                                         | 2 – 2                                                                  | Nigeria                                                                | Amichevole                                                             | -                                                                      |                                                                        |
| 16-11-2023                                                             | Uyo                                                                    | Nigeria                                                                | 1 – 1                                                                  | Lesotho                                                                | Qual. Mondiali 2026                                                    | 1                                                                      | 54’                                                                    |
| 19-11-2023                                                             | Butare                                                                 | Zimbabwe                                                               | 1 – 1                                                                  | Nigeria                                                                | Qual. Mondiali 2026                                                    | -                                                                      |                                                                        |
| 14-1-2024                                                              | Abidjan                                                                | Nigeria                                                                | 1 – 1                                                                  | Guinea Equatoriale                                                     | Coppa d'Africa 2023 - 1º turno                                         | -                                                                      |                                                                        |
| 18-1-2024                                                              | Abidjan                                                                | Costa d'Avorio                                                         | 0 – 1                                                                  | Nigeria                                                                | Coppa d'Africa 2023 - 1º turno                                         | -                                                                      |                                                                        |
| 22-1-2024                                                              | Abidjan                                                                | Guinea-Bissau                                                          | 0 – 1                                                                  | Nigeria                                                                | Coppa d'Africa 2023 - 1º turno                                         | -                                                                      | 44’                                                                    |
| 27-1-2024                                                              | Abidjan                                                                | Nigeria                                                                | 2 – 0                                                                  | Camerun                                                                | Coppa d'Africa 2023 - Ottavi di finale                                 | -                                                                      |                                                                        |
| 2-2-2024                                                               | Abidjan                                                                | Nigeria                                                                | 1 – 0                                                                  | Angola                                                                 | Coppa d'Africa 2023 - Quarti di finale                                 | -                                                                      |                                                                        |
| 7-2-2024                                                               | Bouaké                                                                 | Nigeria                                                                | 1 – 1 dts (4 – 2 dtr)                                                  | Sudafrica                                                              | Coppa d'Africa 2023 - Semifinale                                       | -                                                                      |                                                                        |
| 12-2-2024                                                              | Abidjan                                                                | Nigeria                                                                | 1 – 2                                                                  | Costa d'Avorio                                                         | Coppa d'Africa 2023 - Finale                                           | -                                                                      |                                                                        |
| 22-3-2024                                                              | Marrakech                                                              | Ghana                                                                  | 1 – 2                                                                  | Nigeria                                                                | Amichevole                                                             | -                                                                      |                                                                        |
| 26-3-2024                                                              | Marrakech                                                              | Mali                                                                   | 2 – 0                                                                  | Nigeria                                                                | Amichevole                                                             | -                                                                      |                                                                        |
| 7-6-2024                                                               | Uyo                                                                    | Nigeria                                                                | 1 – 1                                                                  | Sudafrica                                                              | Qual. Mondiali 2026                                                    | -                                                                      | 80’                                                                    |
| 10-6-2024                                                              | Abidjan                                                                | Benin                                                                  | 2 – 1                                                                  | Nigeria                                                                | Qual. Mondiali 2026                                                    | -                                                                      |                                                                        |
| 7-9-2024                                                               | Uyo                                                                    | Nigeria                                                                | 3 – 0                                                                  | Benin                                                                  | Qual. Coppa d'Africa 2025                                              | -                                                                      |                                                                        |
| 10-9-2024                                                              | Kigali                                                                 | Ruanda                                                                 | 0 – 0                                                                  | Nigeria                                                                | Qual. Coppa d'Africa 2025                                              | -                                                                      |                                                                        |
| 11-10-2024                                                             | Uyo                                                                    | Nigeria                                                                | 1 – 0                                                                  | Libia                                                                  | Qual. Coppa d'Africa 2025                                              | -                                                                      | 90+2’                                                                  |
| 28-5-2025                                                              | Brentford                                                              | Ghana                                                                  | 1 – 2                                                                  | Nigeria                                                                | Amichevole                                                             | -                                                                      | 82’                                                                    |
| 6-6-2025                                                               | Mosca                                                                  | Russia                                                                 | 1 – 1                                                                  | Nigeria                                                                | Amichevole                                                             | -                                                                      | [ 5 ]                                                                  |
| Totale                                                                 |                                                                        | Presenze                                                               | 43                                                                     |                                                                        | Reti                                                                   | 1                                                                      |                                                                        |